# Grupo Unión por la Europa de las Naciones
La Unión por la Europa de las Naciones (UEN) fue un grupo político nacional-conservador y euroescéptico del Parlamento Europeo activo, entre 1999 y 2009. 

## Historia
Los partidos integrantes de este grupo eran partidos nacionalistas y mayoritariamente euroescépticos, si bien su miembro irlandés, considerado mayoritario, el Fianna Fáil apoyó la Constitución Europea, ya que fue negociado por su líder Bertie Ahern cuando era Presidente del Consejo de la Unión Europea en 2004.

### Presidentes del grupo
| Periodo   | Nombre               | Estado  | Partido político       |
| --------- | -------------------- | ------- | ---------------------- |
| 1999-2004 | Charles Pasqua       | Francia | Agrupación por Francia |
| 2004-2009 | Brian Crowley        | Irlanda | Fianna Fáil            |
| 2004-2009 | Cristiana Muscardini | Italia  | Alianza Nacional       |

## Miembros

### Antes de su disolución en 2009
Después de las elecciones de las elecciones de 2009, antes de que los algunos miembros dejaran el grupo, el grupo tenía los siguientes miembros:
| País          | País      | Partido                          | Partido   |
| País          | Diputados | Partido Nacional                 | Diputados |
| ------------- | --------- | -------------------------------- | --------- |
| Polonia       | 15/50     | Ley y Justicia                   | 15/50     |
| Italia        | 9/72      | Liga Norte                       | 9/72      |
| Irlanda       | 3/12      | Fianna Fáil                      | 3/12      |
| Dinamarca     | 2/13      | Partido Popular Danés            | 2/13      |
| Lituania      | 2/12      | Orden y Justicia                 | 2/12      |
| Eslovaquia    | 1/13      | Partido Nacional Eslovaco        | 1/13      |
| Letonia       | 1/9       | Por la Patria y la Libertad/LNNK | 1/9       |
| Unión Europea | 33/736    | Total                            | Total     |

### En su máximo histórico en 2008
El 10 de febrero de 2008 marco el momento con más miembros del grupo, un total de 44 eurodiputados, 13 más que cuando se creó el grupo, la composición era la siguiente:
| País          | País      | Partido                                   | Partido   |
| País          | Diputados | Partido Nacional                          | Diputados |
| ------------- | --------- | ----------------------------------------- | --------- |
| Polonia       | 20/54     | Ley y Justicia                            | 7/54      |
| Polonia       | 20/54     | Liga de las Familias Polacas              | 5/54      |
| Polonia       | 20/54     | Autodefensa de la República de Polonia    | 5/54      |
| Polonia       | 20/54     | Partido Campesino Polaco                  | 3/54      |
| Italia        | 13/78     | Alianza Nacional                          | 8/78      |
| Italia        | 13/78     | Liga Norte                                | 4/78      |
| Italia        | 13/78     | La Derecha                                | 1/78      |
| Letonia       | 4/9       | Por la Patria y la Libertad/LNNK          | 4/9       |
| Irlanda       | 4/13      | Fianna Fáil                               | 4/13      |
| Lituania      | 2/13      | Unión de los Campesinos y Verdes Lituanos | 1/13      |
| Lituania      | 2/13      | Orden y Justicia                          | 1/13      |
| Dinamarca     | 1/14      | Partido Popular Danés                     | 1/14      |
| Unión Europea | 44/732    | Total                                     | Total     |

### Después de las elecciones de 2004
Cuando se constituyó el parlamento después de las elecciones de 2004, el grupo tenía 4 eurodiputados menos, y el grupo se componía de los siguientes partidos:
| País          | País      | Partido                                   | Partido   |
| País          | Diputados | Partido Nacional                          | Diputados |
| ------------- | --------- | ----------------------------------------- | --------- |
| Italia        | 9/78      | Alianza Nacional                          | 9/78      |
| Polonia       | 7/54      | Ley y Justicia                            | 7/54      |
| Letonia       | 4/9       | Por la Patria y la Libertad/LNNK          | 4/9       |
| Irlanda       | 4/13      | Fianna Fáil                               | 4/13      |
| Lituania      | 2/13      | Unión de los Campesinos y Verdes Lituanos | 1/13      |
| Lituania      | 2/13      | Orden y Justicia                          | 1/13      |
| Dinamarca     | 1/14      | Partido Popular Danés                     | 1/14      |
| Unión Europea | 27/732    | Total                                     | Total     |

### En su fundación en 1999
En su creación el 20 de julio de 1999, después de las elecciones de 1999 el grupo tenía los siguientes miembros:
| País          | País      | Partido                | Partido   |
| País          | Diputados | Partido Nacional       | Diputados |
| ------------- | --------- | ---------------------- | --------- |
| Francia       | 13/87     | Agrupación por Francia | 13/87     |
| Italia        | 9/87      | Alianza Nacional       | 8/87      |
| Italia        | 9/87      | Pacto Segni            | 1/87      |
| Irlanda       | 6/15      | Fianna Fáil            | 6/15      |
| Portugal      | 2/25      | CDS-Partido Popular    | 2/25      |
| Dinamarca     | 1/16      | Partido Popular Danés  | 1/16      |
| Unión Europea | 31/626    | Total                  | Total     |

### Recuento de Miembros
| Fecha                 | Total de diputados |
| --------------------- | ------------------ |
| 20 de julio de 1999   | 31/626             |
| 22 de julio de 1999   | 31/626             |
| 30 de abril de 2004   | 23/732             |
| 5 de mayo de 2004     | 30/732             |
| 20 de julio de 2004   | 27/732             |
| 10 de febrero de 2008 | 44/732             |
| 11 de junio de 2009   | 33/736             |